# Jaguar XJR-10
La Jaguar XJR-10 è una vettura da competizione costruita dalla da TWR e schierata dalla casa automobilistica britannica Jaguar nel Campionato IMSA GT dal 1989 al 1991.
La vettura portava all'esordio un nuovo motore V6 da 3,0 litri biturbo, che sostituiva il precedente V12 e che venne montato in seguito anche sulla Jaguar XJ220.
Le Jaguar XJR-14 ha gareggiato per tre stagioni fino al 1991, per poi essere sostituita dalla Jaguar XJR-16.

## Palmarès
- 300 km da Portland 1989
- 2 Ore Del Mar 1989[4]
- 150 Lime Rock 150 Torni 1990
- 300 km da Portland 1990[5]
- 2 ore di West Palm Beach 1991
- 2 Ore di Miami 1990[6]